# Rue Michel-le-Comte
La rue Michel-le-Comte se situe dans le quartier du Marais dans le 3e arrondissement de Paris.

## Situation et accès
Elle est située dans le quartier administratif Sainte-Avoye. Elle est prolongée vers l'ouest par la rue du Grenier-Saint-Lazare, et vers l'est par la rue des Haudriettes.
Ce site est desservi par les stations de métro Rambuteau et Arts et Métiers.

## Origine du nom
L'étymologie du nom de cette rue n'est pas connue.

## Historique
Des actes de 1250 indiquent que cette rue était bordée de constructions à cette époque, et qu'on l'appelait vicus Micaëlis comitis.
Elle avait été alignée près des fossés de l'enceinte de Philippe-Auguste et porte depuis la fin du règne de Saint-Louis (1270) son nom actuel. Vraisemblablement celui d'un comte Michel.
Elle est citée sous le nom de rue Michel-le-Conte dans un manuscrit de 1636 dont le procès-verbal de visite, en date du 22 avril 1636, indique : « pleine de boues et d'immundices ».
De 1793 à 1806, elle s'est appelée rue Michel-Lepeletier en l’honneur de Louis-Michel Lepeletier de Saint-Fargeau (1760-1793).

## Bâtiments remarquables et lieux de mémoire
La plupart des maisons de cette rue datent de la première moitié du XVIIe siècle.
- D'Alembert a passé son enfance dans cette rue.
- Au no 5 de la rue de Montmorency s'est élevé un hôtel particulier où Marie-Madeleine de Castille et Nicolas Fouquet vivent, de 1651 à 1658. Elle lui a apporté en dot ce vaste ensemble situé paroisse Saint-Nicolas-des-Champs, au coin des futurs rues Michel-le-Comte, du Temple et de Montmorency. Cet hôtel particulier a appartenu jusqu'en 1624 à la famille des Montmorency. Nicolas Fouquet a été nommé par Anne d'Autriche surintendant des finances en 1653. Théophile de Viau y séjourna également. Une magnifique fontaine néoclassique est encore visible dans le jardin de l’actuel hôtel Thiroux de Lailly.
- Le no 7 a appartenu à Antoine-Louis Lefebvre de Caumartin, prévôt des marchands de Paris de 1778 à 1784.
- Au no 16, les bâtiments sur cour sont un mélange de constructions du XVe siècle au XVIIe siècle. Le cadran solaire à l'intérieur de la cour est probablement le plus ancien cadran de Paris datant de 1623 (la date est gravée sur la partie supérieure du cadran solaire). L'immeuble est l'ancienne Auberge de l'Ours et du Lion datant du XVe siècle. La cour possède aussi un puits ainsi qu'un escalier en fer forgé.

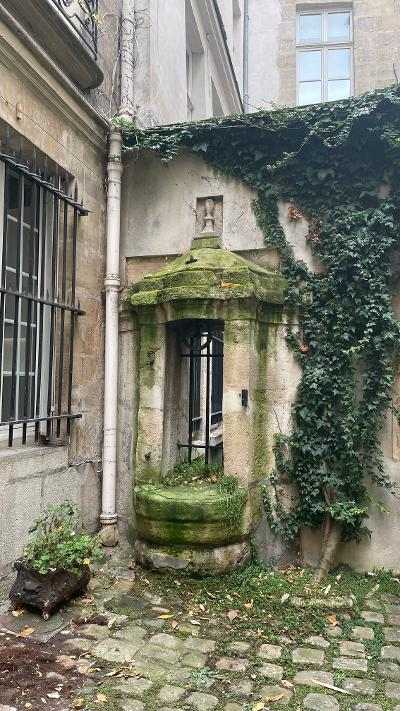
Puits.
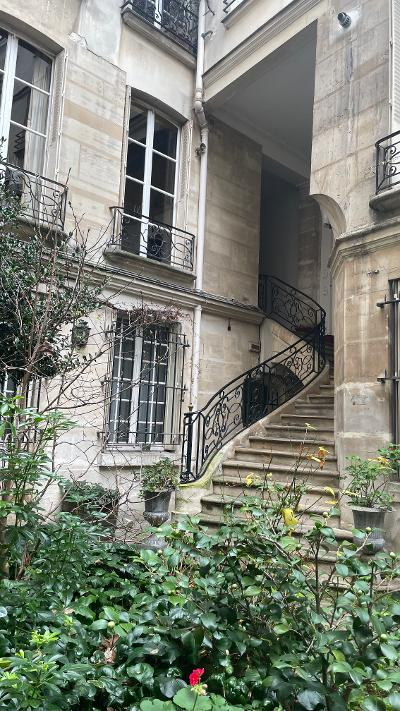
Rampe d'escalier en fer forgé.

- Aux no 17-19 se trouve l'hôtel Beaubrun.
- Au no 21 hôtel particulier bâti en 1708 où habitait Edme Verniquet auteur d'un plan de Paris[2].
- Au no 22 habitait Edmond Louis Alexis Dubois-Crancé, ministre sous le Directoire.
- Au no 22 habitaient Pierre Ucciani (artiste peintre)[3], et son épouse Hortense Bégard, héritière de la bijouterie-joaillerie-orfèvrerie Bégard[4],[5] (Hortense y avait également ses ateliers de bijouterie).
- Au no 22 est née Marie-Renée Ucciani (1883-1963), peintre et sculpteur, elle y revint à son divorce et y a vécu jusqu'en 1939. Son père, Pierre Ucciani, qui avait quitté l'appartement à son divorce en 1902, revint y vivre jusqu'à son décès en 1939.
- Au no 25 se trouve le bar « Le Duplex », fondé en 1980, le deuxième bar gay ouvert dans le Marais au moment où ce quartier devient un lieu emblématique de la communauté homosexuelle. « Le Duplex » est le bar gay le plus ancien de Paris (à l'exception des bars de nuit, discothèques et clubs privés), le premier bar gay « Le Village », ouvert en 1978 dans la rue du Plâtre par les mêmes propriétaires, ayant fermé en 1984[6],[7].
Le journaliste et militant contre le sida Frédéric Edelmann a vécu à l'étage. L'appartement a ensuite servi de premier local de l'association AIDES[8],[9].
- Au no 28 se trouve l'hôtel d'Hallwyl de l'architecte Claude Nicolas Ledoux. Jacques Necker y habitait. Son épouse, Suzanne Curchod, y animait un salon littéraire, fréquenté notamment par les collaborateurs de L'Encyclopédie[10]. Madame de Staël naquit dans cet immeuble. En 1790, il appartint au prince d'Esterházy.
- Au no 32 habitait Jean Baptiste François Chevalier, ancien marchand de toiles, maire de Courbevoie d'avril à août 1830, mort en fonctions.

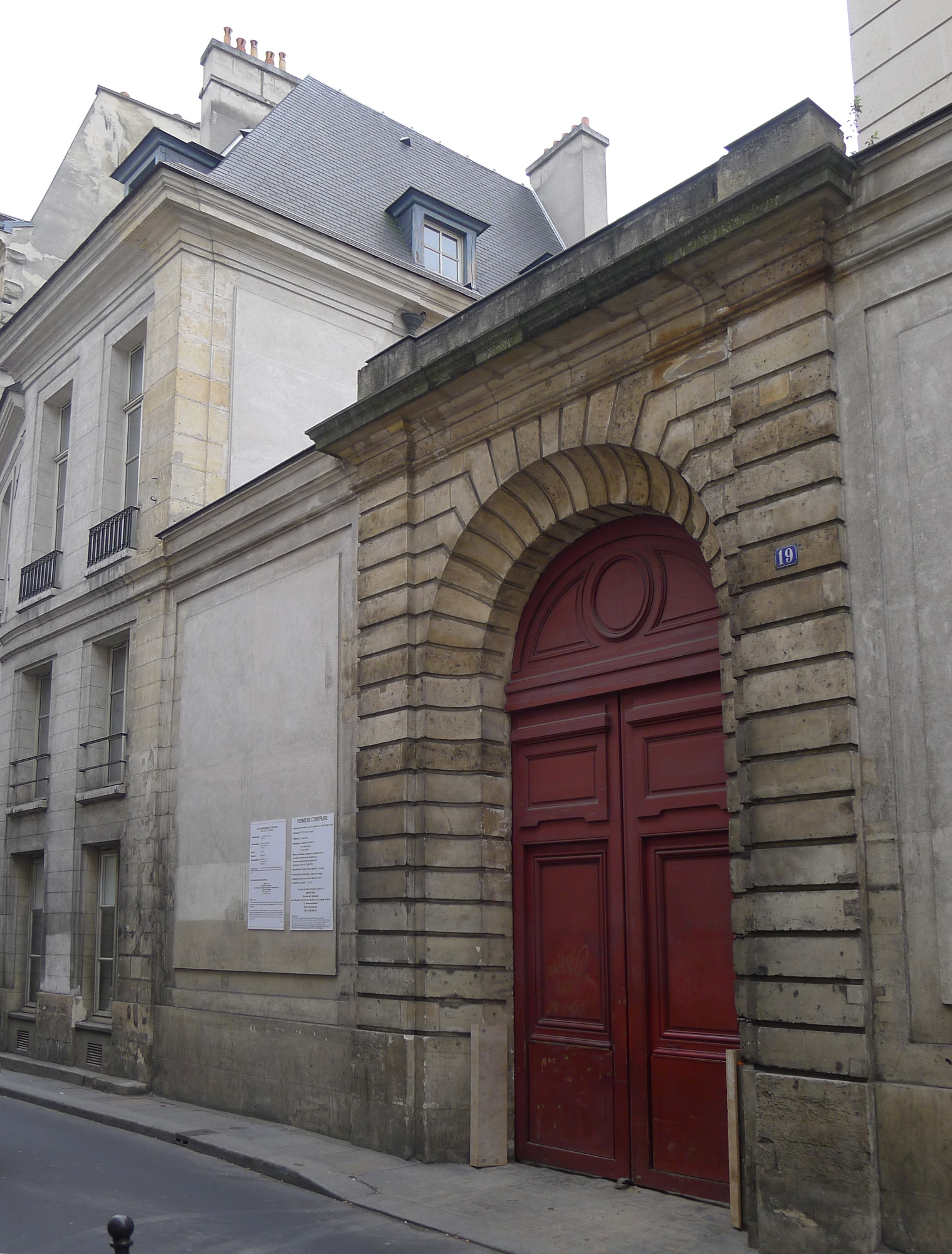
Hôtel Beaubrun.

### Jeu de paume de La Fontaine
Dans la rue Michel-le-Comte (no 25) était le jeu de paume de La Fontaine, où Jacques Avenet, un chef de troupe, avait établi en 1632 un théâtre où l'on jouait des comédies. Le théâtre fut sous-loué à Montdory, jusqu’à sa fermeture.
Les habitants des rues Michel-le-Comte et du Grenier-Saint-Lazare s'étaient plaints au Parlement de Paris du grand nombre de carrosses qui obstruaient ces rues, de l'insolence des pages et des laquais, et des vols qu'y commettaient les filous attirés par ce théâtre ; cette salle fut fermée en 1633.
Vers 1660, les comédiens de l'hôtel de Bourgogne se séparèrent en deux troupes ; l'une conserva son premier théâtre, l'autre se fixa dans la rue de la Poterie, à l'hôtel d'Argent, puis rue Vieille-du-Temple, et ensuite rue Michel-le-Comte, où elle resta sous le nom de théâtre du Marais.
À cette époque, il fut enjoint aux comédiens de l'hôtel de Bourgogne et à ceux du Marais d'ouvrir la porte de leur théâtre à une heure de l'après-midi, et de commencer à deux heures précises leurs représentations, pour que le spectacle fut fini avant quatre heures et demie. On dînait alors à midi et il n'y avait pas de lanternes dans Paris.
En 1673, le théâtre de la rue Michel-le-Comte fut démoli, et la troupe du Marais alla s'établir rue Mazarine, en face de la rue Guénégaud.

### Expression «Ça fait la rue Michel»
Cette rue est à l'origine d'une expression typiquement parisienne : « Ça fait la rue Michel. » Liée directement à une autre expression : « Ça fait le compte », d'où le lien, par un jeu de mots, avec la rue Michel le Comte. D'une manière plus explicite, « faire la rue Michel » veut dire : « c'est bon »,  « ça suffit »,  « ça va aller »,  « ça conviendra », « cela fait mon affaire », « ça va le faire ».
Le général de Gaulle a déjà utilisé cette expression en public, selon Alain Peyrefitte (C'était de Gaulle, t. I) :

« Je prendrai l'opinion à témoin que j'avais raison. Bien sûr, je ne le dirai pas comme ça. Mais avec bonhomie, je tirerai les leçons de ces quarante jours d'éructations à mon égard, dont il ne reste maintenant plus rien que le ridicule de tous ceux qui s'y sont livrés, en Angleterre, en Amérique, chez nos partenaires européens et naturellement en France.

Au bout d'un mois, la force multilatérale américaine, personne n'y croit plus ; ça fait la rue Michel. L'entrée de l'Angleterre dans le Marché commun, ça fait la rue Michel. »

Alain Peyrefitte remarque que le général de Gaulle semble employer l'expression à contresens pour dire : « ça fait chou blanc », et surtout pour la connotation d'une expression populaire (« avec bonhomie »).

## Pour approfondir